# Agnosi
Agnosi (græsk: α-γνώσις – a-gnosis – uvidenhed). Manglende evne til at genkende. Det drejer sig om sanseindtryk som fx synssansen, høresansen, følesansen, men kan være knyttet til samtlige sanser også. Forårsaget af en hjerneskade eller skizofrene tankeforstyrrelser.